# 严隽琪
严隽琪（1946年8月—），江苏吴县（今苏州市）人，中华人民共和国政治人物，原副国级领导人，中国民主促进会成員。上海交通大学机械工程系毕业，丹麦技术大学海洋工程系工学博士，教授（正高级职称）、博士生导师。出身明清士大夫家族東山嚴氏。族叔父為中華民國總統嚴家淦。父親是復旦大學農學院院長嚴家顯。另有一族叔嚴家熾，任汪精衛政府監察院監察使。
1998年2月加入中国民主促进会，是十一届全国人大常委会副委员长、第十二届全国人民代表大会常务委员会副委员长、中央社会主义学院院长。

## 生平

### 早年经历
严隽琪六岁时父亲去世，姐妹五人由母亲抚养，家庭生活很艰难。1968年8月，自上海交通大学毕业后，严隽琪被“下放”到徐州卧牛煤矿当工人；后又担任机电修配厂技术员、职工大学教师。「文革」结束后，于1978年考回上海交大机械工程系；1981年获得硕士学位后，留校任教；不久，被公派去丹麦留学，于1986年获得丹麦技术大学机械学院海洋工程系博士学位。

### 从政经历
回国后，严隽琪一直在母校从事科研和教学工作，并成为“863计划”七人专家组的成员；曾历任上海交通大学机械与动力工程学院院长，校长助理等职。
2000年，严隽琪进入政府部门任职；出任上海市政府信息办公室副主任，并当选民进上海市委副主委；2001年，被提拔为上海市人民政府副市长，分管科技、教育和妇女儿童工作；2002年6月，当选民进上海市委主委；同年12月，在民进九届一中全会上，严隽琪又当选民进中央副主席。
在上海交大发生“陈进芯片造假事件”后，这并没有影响到主管副市长严隽琪的仕途。在2007年初先后卸任副市长、以及民进上海市委主委的职务后，严隽琪更上一层楼，于当年7月出任民进中央常务副主席。一连串职务调整铺路后，严隽琪进而在当年12月7日结束的民进十二届一中全会上，当选新一届民进中央主席；并以这一身份在次年3月举行的第十一届全国人大一次会议上，当选全国人大常委会副委员长；同年10月，又接替何鲁丽出任中央社会主义学院院长。
2013年3月14日，当选第十二届全国人民代表大会常务委员会副委员长。

## 学术活动
严隽琪教授长期从事计算机集成制造系统（CIMS）的研究，是中国计算机集成制造系统和虚拟制造理论与技术研究方面的专家。自1987年起，她就曾但任国家“863计划”专家组的负责专家，前后主持过五个获国家优级的高技术科研项目；发表学术论文50多篇，参与编著和出版的书籍6部。

## 所获荣誉
曾获全国“五一”劳动奖章，上海市科技进步一等奖、二等奖，国家教委科技进步奖等。还曾被评为“全国归侨侨眷先进个人”、“中国高等教育优秀青年学者”、“国家有突出贡献中青年专家”等荣誉称号。 

## 家族
中华民国前总统严家淦是严隽琪的族伯。严家淦也是江苏吴县人，而他的子女亦皆以“隽”字为名。